# À chacun(e) sa guerre

A chacun(e) sa guerre (Home Fires) est une série télévisée britannique historique sur la vie des membres du Women's Institute sur le front intérieur pendant la Seconde Guerre mondiale. Elle a été diffusée pour la première fois en France en décembre 2020 sur la chaine Histoire.
La série s'inspire du livre Jambusters de Julie Summers.

## Distribution
- Francesca Annis : Joyce Cameron
- Daisy Badger : Claire Wilson (née Hillman)
- Mark Bazeley : Bob Simms
- Leanne Best (en) : Teresa Fenchurch
- Samantha Bond : Frances Barden
- Clare Calbraith : Steph Farrow
- Chris Coghill : Stanley Farrow
- Ruth Gemmell : Sarah Collingborne
- Frances Grey : Erica Campbell
- Rachel Hurd-Wood : Kate Campbell
- Leila Mimmack : Laura Campbell
- Mike Noble : Spencer Wilson
- Claire Price : Miriam Brindsley
- Claire Rushbrook : Pat Simms
- Daniel Ryan : Bryn Brindsley
- Ed Stoppard : Will Campbell
- Fenella Woolgar : Alison Scotlock
- Jodie Hamblet : Jenny Marshall
- Jacqueline Pilton : Cookie
- Eileen Davies : Anne
- Anthony Calf : Peter Barden
- Mark Rowley : Stephen Banks

## Saison 1 (2015)
Synopsis
Dans la petite ville rurale de Great Paxford à l'aube de la Seconde Guerre mondiale, les femmes apprennent à s'unir au milieu du chaos et de l'incertitude de la guerre. Les hommes quant à eux ne rêvent que de s'engager dans le conflit.

## Saison 2 (2016)
Synopsis